# Ложнокуньи акулы
Ложнокуньи акулы (лат. Pseudotriakidae) — небольшое семейство хрящевых рыб отряда кархаринообразных.
К этому семейству относятся 2 рода, в которые входят в общей сложности 4 видов акул, из них в настоящее время описано 3. Название семейства происходит от слов др.-греч. ψευδής «ложный» и τριάκις «трижды».
Это крупные глубоководные рыбы, обитающие на континентальном и островном шельфе на глубине от 200 до 500 м. Встречаются во всех океанах от Мадагаскара до Тайваня и Гавайев, а также у берегов Исландии. Максимальная зафиксированная длина 3 м. У представителей этого семейства массивное, коренастое тело, характерное удлинённое основание первого спинного плавника, длина которого превышает длину хвостового плавника, окрас тёмно-коричневый, вытянутые по горизонтали щелевидные глаза, оснащённые мигательными мембранами. Позади глаз имеются крупные дыхальца. Большой рот оканчивается за глазами. По углам рта расположены очень короткие губные борозды. На каждой челюсти имеется более 200 мелких заострённых зубов. Нижняя доля хвостового плавника развита слабо. У края верхней доли имеется вентральная выемка. Эти акулы размножаются яйцеживорождением, в помёте от 2 до 4 новорожденных. Вероятно, рацион состоит из глубоководных костистых рыб, пластиножаберных и беспозвоночных.

## Классификация
К семейству ложнокуньих акул в настоящее время относят 3 рода:
- Gollum Compagno, 1973 — Новозеландские тройнозубые акулы
- Pseudotriakis Brito Capello, 1868 — Мелкозубые акулы
- Planonasus Weigmann, Stehmann & Thiel, 2013